# 消費生活条例
消費生活条例（しょうひせいかつじょうれい）とは消費者保護のための地方自治体の条例。

## 概要
消費者の権利の明記、消費者の利益擁護に関する総合的施策の推進、消費者の安全や消費者との取引公正確保（商品又はサービスについての適正な取引行為）、消費者苦情の適切かつ迅速な処理に冠する施策、消費者訴訟の援助、物価上昇の恐れがある生活関連物資に関する流通の円滑化及び価格の安定の調査について規定されている。
1973年に明石市が「明石市環境保全条例」を制定したのが最初とされる。都道府県では1974年に兵庫県が「消費者保護条例」制定したのが最初である。1970年代後半には各地で制定され、全国的に広まっていった。

### 都道府県の条例
| 都道府県 | 条例名                                                       |
| -------- | ------------------------------------------------------------ |
| 北海道   | 北海道消費生活条例                                           |
| 青森県   | 青森県消費生活条例                                           |
| 岩手県   | 岩手県消費生活条例                                           |
| 秋田県   | 秋田県民の消費生活の安定及び向上に関する条例                 |
| 山形県   | 山形県消費生活条例                                           |
| 宮城県   | 消費生活条例                                                 |
| 福島県   | 福島県民の消費生活の安定及び向上に関する条例                 |
| 茨城県   | 茨城県消費生活条例                                           |
| 栃木県   | 栃木県消費生活条例                                           |
| 群馬県   | 群馬県消費生活条例                                           |
| 埼玉県   | 埼玉県民の消費生活の安定及び向上に関する条例                 |
| 東京都   | 東京都消費生活条例                                           |
| 千葉県   | 埼玉県民の消費生活の安定及び向上に関する条例                 |
| 神奈川県 | 神奈川県消費生活条例                                         |
| 新潟県   | 新潟県消費生活の安定及び向上に関する条例                     |
| 長野県   | 長野県消費生活条例                                           |
| 山梨県   | 山梨県消費生活条例                                           |
| 静岡県   | 静岡県消費生活条例                                           |
| 愛知県   | 県民の消費生活の安定及び向上に関する条例                     |
| 岐阜県   | 岐阜県消費生活条例                                           |
| 富山県   | 富山県民の消費生活の安定及び向上に関する条例                 |
| 石川県   | 石川県安全安心な消費生活社会づくり条例                       |
| 福井県   | 福井県民の消費生活の安定及び向上に関する条例                 |
| 三重県   | 三重県消費生活条例                                           |
| 滋賀県   | 滋賀県消費生活条例                                           |
| 京都府   | 京都府消費生活安全条例                                       |
| 奈良県   | 奈良県消費生活条例                                           |
| 大阪府   | 大阪府消費者保護条例                                         |
| 兵庫県   | 消費生活条例                                                 |
| 和歌山県 | 和歌山県消費生活条例                                         |
| 岡山県   | 岡山県消費生活条例                                           |
| 広島県   | 広島県民の消費生活の安定と向上を促進する条例                 |
| 山口県   | 消費生活の安定及び向上に関する条例                           |
| 鳥取県   | 消費生活の安定及び向上に関する条例                           |
| 島根県   | 島根県消費生活条例                                           |
| 愛媛県   | 愛媛県消費生活条例                                           |
| 香川県   | 香川県消費生活条例                                           |
| 高知県   | 高知県消費生活条例                                           |
| 徳島県   | 徳島県消費者の利益の擁護及び増進のための基本政策に関する条例 |
| 福岡県   | 福岡県消費生活条例                                           |
| 佐賀県   | 佐賀県民の安全安心な消費生活に関する条例                     |
| 長崎県   | 長崎県民の消費生活の安定及び向上に関する条例                 |
| 大分県   | 大分県民の消費生活の安定及び向上に関する条例                 |
| 熊本県   | 熊本県消費生活条例                                           |
| 宮崎県   | 宮崎県民の消費生活の安定及び向上に関する条例                 |
| 鹿児島県 | 鹿児島県民の消費生活の安定及び向上に関する条例               |
| 沖縄県   | 沖縄県消費生活条例                                           |

## 関連書籍
- 正田彬、鈴木深雪『条例研究叢書4　消費生活関係条例』学陽書房、1980年。ISBN 9784313220041。